# Boltenia hirta
Boltenia hirta är en sjöpungsart som beskrevs av Monniot 1977. Boltenia hirta ingår i släktet Boltenia och familjen lädermantlade sjöpungar. Inga underarter finns listade.